# Coenagriocnemis rufipes
Coenagriocnemis rufipes là loài chuồn chuồn trong họ Coenagrionidae. Loài này được Rambur mô tả khoa học đầu tiên năm 1842.